# Route 27 (Île-du-Prince-Édouard)
La Route 27, aussi connue comme Main Street et Dog River Road, est une route secondaire de 7,5 km (4,7 mi) dans le centre de l'Île-du-Prince-Édouard. La route 27 a été créée suivant l'ouverture du nouveau tracé de la route 1 lequel contourne la ville de Cornwall.

## Description du tracé
La route constitue l'ancien tracé de la route 1 dans la ville de Cornwall. Elle débute à un échangeur avec la route 1 à l'est de New Haven et se dirige vers l'est en direction de Cornwall, où elle est l'artère principale de la ville. Elle bifurque vers le nord-est à une intersection avec la route 19 et prend fin à un carrefour giratoire avec la route 1 et la route 248.

## Intersections majeures
| Comté                   | Ville       | km   | Destinations                                                                                      | Notes                                         |
| ----------------------- | ----------- | ---- | ------------------------------------------------------------------------------------------------- | --------------------------------------------- |
| Queens                  | Clyde River | 0,00 | Route 1 – Borden-Carleton, Charlottetown                                                          | Échangeur                                     |
| Queens                  | Clyde River | 0,80 | Route 247 nord (Bannockburn Road)                                                                 | Terminus ouest du multiplex avec la Route 247 |
| Queens                  | Clyde River | 1,00 | Route 247 sud (Clyde River Road)                                                                  | Terminus est du multiplex avec la Route 247   |
| Queens                  | Clyde River | 2,10 | Route 265 (Upper Meadowbank Road / Linwood Road)                                                  | Multiplex de 30 m (98 pi)                     |
| Queens                  | Cornwall    | 3,90 | Route 19 ouest – New Dominion                                                                     | Terminus est de la Route 19                   |
| Queens                  | Cornwall    | 4,00 | Route 248 nord (Ferry Road)                                                                       | Terminus sud de la Route 248                  |
| Queens                  | Cornwall    | 7,60 | Route 1 – Borden-Carleton, Charlottetown Route 248 (Warren Grove Road / York Point Road) – Milton | Carrefour giratoire                           |
| - Terminus de multiplex |             |      |                                                                                                   |                                               |